# 石川県立羽咋高等学校
石川県立羽咋高等学校（いしかわけんりつ はくいこうとうがっこう、英: Ishikawa Prefectural Hakui High School）は、石川県羽咋市柳橋町柳橋にある公立の高等学校。

## 概要
1923年（大正12年）に前身の旧制中学校が創立した普通科高校。校章は羽咋の「羽」と、市内の海岸に広がる「白砂青松」を図案化したもの。学校前庭にも松の木が多数植えられている。
2004年（平成16年）度より文部科学省からスーパーイングリッシュランゲージハイスクール (SELHi) の指定を受け、LEAPという授業が行われている。

## 沿革
- 1923年（大正12年）2月28日 - 石川県立羽咋中学校設立認可。
- 1926年（大正15年）3月31日 - 羽咋町立羽咋高等女学校設立認可。
- 1928年（昭和3年）4月1日 - 羽咋高等女学校を石川県立とする。
- 1948年（昭和23年）4月1日 - 石川県条例第1号により石川県立羽咋中学校及び石川県立羽咋高等女学校を廃し、石川県立羽咋高等学校を設立。
- 1951年（昭和26年）6月10日 - 校歌制定。
- 2002年（平成14年）4月1日 - 学校週5日制完全実施、2学期制導入。
- 2003年（平成15年）4月1日 - 45分授業（1日7限）に変更。
- 2024年（令和6年） - 同年1月1日に発生した能登半島地震の影響で液状化現象により下水道管が損傷しトイレが使用不可になったため、3学期より分散授業を実施することになり、1月15日以降3年生は国立能登青少年交流の家で、1月17日以降2年生は石川県立羽松高等学校、1年生は石川県立羽咋工業高等学校で、3学期の授業を開始した[1]。

## 部活動
- 運動部 - 野球、陸上競技、卓球、バスケットボール、バレーボール、サッカー、バドミントン、柔道、剣道、弓道、ソフトテニス、なぎなた、空手道
- 文化部 - 新聞、吹奏楽、英語、JRC、茶道、華道、美術・写真、生活情報、軽音楽、未来塾
- 同好会（運動系） - ボート、少林寺拳法、相撲
- 同好会（文化系） - 科学、演劇

## 校歌
作詞：折口信夫、作曲：下総皖一

## 所在地
〒925－8550 石川県羽咋市柳橋町柳橋1番地

## アクセス
- JR七尾線羽咋駅 徒歩8分

## 卒業生
- 山辺芳宣 - 羽咋市長
- 岸博一 - 羽咋市長
- 菊澤研宗 - 経営学者、慶應義塾大学教授
- 北卓也 - 元バスケットボール選手、指導者
- 塩谷優 - 化学者、広島大学名誉教授
- 芝田勝茂 - 児童文学作家
- 新川二朗 - 演歌歌手
- 杉紀彦 - 放送作家、作詞家
- 杉浦貞 - 紙芝居師
- 高野誠鮮 - 羽咋市役所勤務・スーパー公務員、TBS系ドラマ「ナポレオンの村」のモデル
- 寺島拓篤 - 声優
- 河原美沙都 - フリーアナウンサー
- 中島恵美 - 薬学者、元慶應義塾大学教授。
- 萩山教嚴 - 元自民党衆議院議員
- ヒューマン中村 - お笑い芸人
- 広橋百合子 - 陸上競技選手（石川県初のオリンピック選手[2]）、本校教師[3]
- 福田陸太郎 - 英米文学者、比較文学者
- 藤田晋吾 - 哲学者、筑波大学名誉教授
- 水本久夫 - 数学者、広島大学名誉教授
- 山本直人 - 考古学者、名古屋大学教授
- 田村和宏 - 社会福祉学者、立命館大学教授
- 天野武 - 民族学者
- 諏訪綾子 - 美術家